# Andreu Vilanova
Julià Andreu Vilanova (Vich, c. 1530 - Barcelona, 1599) fue un cantor, compositor y maestro de capilla español.

## Vida
Julià Andreu Vilanova nació en Vich hacia 1530. Se desconoce cuál fue su formación musical.
Las primeras noticias documentales que se tienen son de 1551, cuando sustituyó como maestro de canto a Joan Borgunyó en la capilla de música de la Catedral de Barcelona. El maestro de canto era el director de la capilla de música, el mismo cargo que posteriormente se llamaría maestro de capilla. Es posible que anteriormente hubiese sido discípulo de Borgunyó. Se ignora la razón por la que Borgunyó abandonó el cargo, pero en enero de 1552 volvía a aparecer como maestro de canto en la documentación catedralicia, donde se le nombra ininterrumpidamente hasta 1558.
De 1554 a 1560 Vilanova ejercería el magisterio de canto de la Catedral de Vich. En Vich la costumbre era elegir al maestro de nuevo cada tres años, por lo que Vilanova permaneció durante dos ejercicios. Durante su estancia debió enfermar de gravedad, ya que redactó un testamento en octubre de 1557.

Item per salut i repòs de la ànima mia vull y man sie celebrat per anima mea lo die de la mia sepultura en dita sglésia hun trentanari de misses resades la diade de Sent Amador, y les set misses de repòs. E més vull y man que la missa altra de requiem qui·s celebrarà lo die de la mia sepultura sie cantade a cant d·orgue y que sia una missa de Morales que és a sinch de requiem y hun motet de Jaquet que·s diu aspice domine a sinch.
Item por la salud y el reposo de la ánima mía quiero y mando que sea celebrada por mi ánima el día de mi sepultura en dicha iglesia una treintena de misas rezadas el día de San Amador, y las siete misas de reposo. Y además quiero y mando que la otra misa de requiem que se celebrará el día de mi sepultura sea cantada a canto de órgano y que sea una misa de Morales que es a cinco [voces] de réquiem y un motete de Jaquet que se llama Aspice Domine a cinco [voces].
Liber testamentorum, 1540-1565

En 1560 regresó a Barcelona, donde obtuvo los beneficios de San Matías y Santa Elena, a los que había renunciado el maestro Borgunyó. En 1561 se le documenta como uno de los cantores que interpretaron el canto de la Pasión en la Catedral. En mayo de 1572 fue multado por el cabildo por «las cuestiones y riñas» con otro beneficiado, por lo que es posible que Vilanova tuviese un genio vivo. Parece ser que durante este tiempo también ejerció de maestro de canto de la iglesia de San Miguel, ya que el 22 de junio de 1579 recibió permiso de Borgunyó para cantar con un grupo de cantores de la parroquia de San Miguel en el monasterio de San Agustín de Barcelona. Es probable que no fuese la única parroquia barcelonesa para la que ejerciese de cantor o maestro de canto.
El 10 de septiembre de 1584, tras 50 años de servicio de Borgunyó, Vilanova fue nombrado maestro coadjutor. El maestro ya era muy mayor y no podía asumir sus responsabilidades con la escuela de canto y los infantes.

Item etiam ex causis red dictis et alteris auia dictus Ioannes Burgunyó per quinquaginta annos dicte ecclesie Barcinone inservivit ivsum iulbilarunt rationem omnium distributionum eiusdem ecclesie tam diurnarii quam nocturnarii prout et quem ad modum alii beneficiati dicte ecclesie iubilari consueverunt in omnibus salva manualitate dicti officii magisterii cantus.
Asimismo, por las razones antes expuestas y por el otro tribunal, el dicho Juan Burgunyó sirvió en la dicha iglesia de Barcelona durante cincuenta años y se jubilaron de los beneficios de la misma iglesia, tanto el diurno como el nocturno, según la forma en que los demás beneficiarios de dicha iglesia acostumbraban celebrar en todos los manuales del dicho oficio de maestro de canto.
Actas capitulares de la Catedral de Barcelona, 1584

Por lo tanto, Borgunyó quedó librado de las obligaciones de su beneficio y de la asistencia a los oficios diurnos y nocturnos. Parece que Vilanova ya adoptó todas las funciones del maestro de canto, incluyendo todas las prerrogativas del titular y el salario, aunque el cabildo le recomendó que mantuviese involucrado al maestro en la vida musical de la catedral.

[...] procurant de fer ab dit mossen Andreu que se·n vingue ha estar ab lo mestre perque servesque en lo que pulgue y no enyore los minyons y també per estar prop de la yglésia.
[...] procurando de hacer con dicho mosén Andreu que se vaya a estar con el maestro para que sirva en lo que pueda y no añore a los infantes y también estar cerca de la iglesia.
Actas capitulares de la Catedral de Barcelona, Llibre de la Sivella, 1501-1624, f. 140

En abril de 1585 se le concedió un ayudante al maestro adjunto Vilanova, quizás Juan Pablo Pujol —que lo era en 1593—, y ya no se nombra al titular, Borgunyó. Tras el fallecimiento de Borgunyó en 1589, Vilanova pasó a ocupar el cargo oficialmente, aunque ya con una edad avanzada. Pujol renunció a su cargo de adjunto para ocupar el magisterio de la Catedral de Tarragona, por lo que el 16 de noviembre de 1593 se le concedió un nuevo adjunto a Vilananova, Jaime Angel Tapies, que sería su sucesor. Vilanova fallecería seis años después, en 1599.

## Obra
No se conservan composiciones del maestro Vilanova.